# Francesco Albizzi
Francesco Albizzi (Cesena, 24 de outubro de 1593 - Roma, 5 de outubro de 1684) foi um cardeal do século XVII

## Biografia
Nasceu em Cesena em 24 de outubro de 1593. De uma família originária de Florença. Quarto dos cinco filhos de Tomaso (Maso) Albizzi e Francesca Funetti. Ele foi batizado no dia 25 de outubro seguinte. Os outros irmãos eram Lorenza, que morreu na infância; Cléofa, que se tornou freira clarisse; Nicolò, um cavaleiro de S. Stefano que mais tarde se tornou um padre jesuíta; e Giustina, que também se tornou freira clarisse. Quando seu irmão Nicolò decidiu entrar no estado eclesiástico, Francesco estava destinado a perpetuar sua linhagem. Seu sobrenome também está listado como degli Albizzi. Bisavô do cardeal Carlo Leopoldo Calcagnini (1743).
Em 1605 foi para Forli e passou muito tempo com seu avô Giovanni Battista Albizzi, um distinto advogado; depois, foi enviado para a Universidade de Bolonha para estudar direito; e obteve o doutorado in utroque iure , direito canônico e civil em 31 de janeiro de 1611, quando tinha dezessete anos. Ele foi recebido em Cesena como um herói.
Em 1611, ele recebeu uma cadeira de direito civil na universidade local; e no ano seguinte, um em direito canônico. A 9 de Janeiro de 1614 casou-se com Violante Martinelli na igreja paroquial de S. Severo. Tiveram cinco filhos: Giustina, Laura, Giovanni Battista (governador do exército de Ferrara, Bolonha e Romagna), Carlo (vigário da nunciatura em Nápoles) e Vincenzo (cônego da basílica patriarcal da Libéria). Além de docente, também exerceu a advocacia civil como defensor de privilégios públicos. Em 1615, durante a peregrinação a Loreto da paróquia de S. Maria in Boccacuattro, pronunciou um discurso naquele santuário; e ele também pregou na catedral de Cesena. Ele foi nomeado vice-gerente da arquidiocese de Ravenna. Após sua morte em 8 de julho de 1623, aos vinte e nove anos, ele entrou no estado eclesiástico.
Recebeu todas as ordens menores, o subdiaconato e o diaconato sem o intervalo canônico depois de obter a dispensa.
Ordenado provavelmente na segunda metade de 1724. Ele deixou Carlo Seta encarregado de seus negócios temporais; e seus filhos pequenos sob os cuidados de Isabella Ghisetti; e foi a Roma no final de 1624, dizendo que queria ganhar as indulgências do Ano Jubilar. Entrou na prelatura romana em 1626 e foi enviado a Nápoles como auditor geral da nunciatura; e depois à nunciatura na Espanha em 1628; regressou a Roma em 1634. Regressou a Roma e foi nomeado assessor do Supremo Tribunal da Inquisição Romana e Universal, a 18 de julho de 1635. Referendário dos Tribunais da Assinatura Apostólica da Justiça e da Graça, a 30 de agosto de 1636. Acompanhado Cardeal Marzio Ginetti em sua legação a Colônia, 1636-1637. Secretário da Comissão Especial para Assuntos Holandeses, 1637. Secretário da Comissão Especial para Assuntos Irlandeses, 1637. Secretário das congregações pela causa de Cornelius Jansens, bispo de Ypres. Datário da Penitenciária Apostólica, 10 de setembro de 1741. Cânon da basílica patriarcal do Vaticano, 23 de setembro de 1643.
Criado cardeal sacerdote no consistório de 2 de março de 1654; recebeu o gorro vermelho e o título de S. Maria in Via, em 23 de março de 1654. Participou do conclave de 1655, que elegeu o papa Alexandre VII. Participou do conclave de 1667, que elegeu o Papa Clemente IX. Camerlengo do Sacro Colégio dos Cardeais, janeiro de 1667 até 16 de janeiro de 1668; e 16 de janeiro de 1668 até 14 de janeiro de 1669. Participou do conclave de 1669-1670, que elegeu o Papa Clemente X. Optou pelo título de Ss. Quattro Coronati, 24 de agosto de 1671. Participou do conclave de 1676, que elegeu o Papa Inocêncio XI. Optou pelo título de S. Maria em Trastevere, 8 de janeiro de 1680. Optou pelo título de S. Prassede, 1 de dezembro de 1681. Publicou várias obras literárias. Como assessor do Santo Ofício e como cardeal, foi um implacável antijanssenista. Em 4 de outubro de 1684, ele apresentou seu volumoso testamento a Mons. Giuseppe Maria Belleti, notário do tribunal do auditor da Câmara Apostólica.
Morreu em Roma em Quinta-feira, 5 de outubro de 1684, às 21 horas. Sepultado em 7 de outubro de 1684, no pavimento da capela lateral de S. Alberto na igreja de S. Maria in Traspontina, Roma. Uma pequena pedra com a inscrição Ossa Francisci cartão. Albizzi foi colocado em seu túmulo.